# Open di Francia 2016 - Doppio leggende under 45
Juan Carlos Ferrero e Carlos Moyá erano i campioni in carica del torneo doppio leggende under 45.
Il duo spagnolo si è confermato campione battendo in finale Sébastien Grosjean e Fabrice Santoro con il punteggio di 6-4, 6-4.

## Tabellone

### Legenda
| - Q = Qualificato - WC = Wild card - LL = Lucky loser | - ALT = Alternate - SE = Special Exempt - PR = Protected Ranking | - w/o = Walkover - r = Ritirato - d = Squalificato |

### Finale
|  | Finale                             |                                    |                                    |   |   |  |
|  |                                    |                                    |                                    |   |   |  |
|  | Sébastien Grosjean Fabrice Santoro | Sébastien Grosjean Fabrice Santoro | Sébastien Grosjean Fabrice Santoro | 4 | 4 |  |
|  | Juan Carlos Ferrero Carlos Moyá    | Juan Carlos Ferrero Carlos Moyá    | Juan Carlos Ferrero Carlos Moyá    | 6 | 6 |  |

### Gruppo A
|    |                                      | S Grosjean F Santoro | E Kafel'nikov A Medvedjev | T Enqvist M Norman | RR V-P | Set V-P | Game V-P | Pos. |
| A1 | Sébastien Grosjean Fabrice Santoro   |                      | 6-2, 4-6, [11-9]          | 6-4, 6-4           | 2-0    | 4-1     | 23-16    | 1    |
| A2 | Evgenij Kafel'nikov Andrij Medvedjev | 2-6, 6-4, [9-11]     |                           | 6-4, 3-6, [11-13]  | 0-2    | 2-4     | 17-22    | 3    |
| A3 | Thomas Enqvist Magnus Norman         | 4-6, 4-6             | 4-6, 6-3, [13-11]         |                    | 1-1    | 2-3     | 19-21    | 2    |

La classifica viene stilata in base ai seguenti criteri: 1) Numero di vittorie; 2) Numero di partite giocate; 3) Scontri diretti (in caso di due giocatori pari merito); 4) Percentuale di set vinti o di games vinti (in caso di tre giocatori pari merito); 5) Decisione della commissione.

### Gruppo B
|    |                                 | A Clément N Escudé | JC Ferrero C Moyá | M Chang À Corretja | RR V-P | Set V-P | Game V-P | Pos. |
| B1 | Arnaud Clément Nicolas Escudé   |                    | 2-6, 56-7         | 1-6, 4-6           | 0-2    | 0-4     | 13-25    | 3    |
| B2 | Juan Carlos Ferrero Carlos Moyá | 6-2, 7–6(5)        |                   | 6-3, 6-3           | 2-0    | 4-0     | 25-14    | 1    |
| B3 | Michael Chang Àlex Corretja     | 6-1, 6-4           | 3-6, 3-6          |                    | 1-1    | 2-2     | 18-17    | 2    |

La classifica viene stilata in base ai seguenti criteri: 1) Numero di vittorie; 2) Numero di partite giocate; 3) Scontri diretti (in caso di due giocatori pari merito); 4) Percentuale di set vinti o di games vinti (in caso di tre giocatori pari merito); 5) Decisione della commissione.